# Centa San Nicolò
Centa San Nicolò (cimbri Tschint) és un antic municipi italià, dins de la província de Trento. És habitat per la minoria germànica dels cimbris, encara que ja no hi parlen la llengua. L'any 2007 tenia 619 habitants. Limitava amb els municipis de Besenello, Calceranica al Lago, Caldonazzo, Folgaria i Vattaro.
L'1 de gener 2016 es va fusionar amb els municipis de Bosentino, Vattaro i Vigolo Vattaro creant així el nou municipi d'Altopiano della Vigolana, del qual actualment és una frazione.

## Administració
| Període | Identitat           | Partit        |
| ------- | ------------------- | ------------- |
| 2004-   | Roberto Cappelletti | Llista cívica |